# Torreón de la Muela

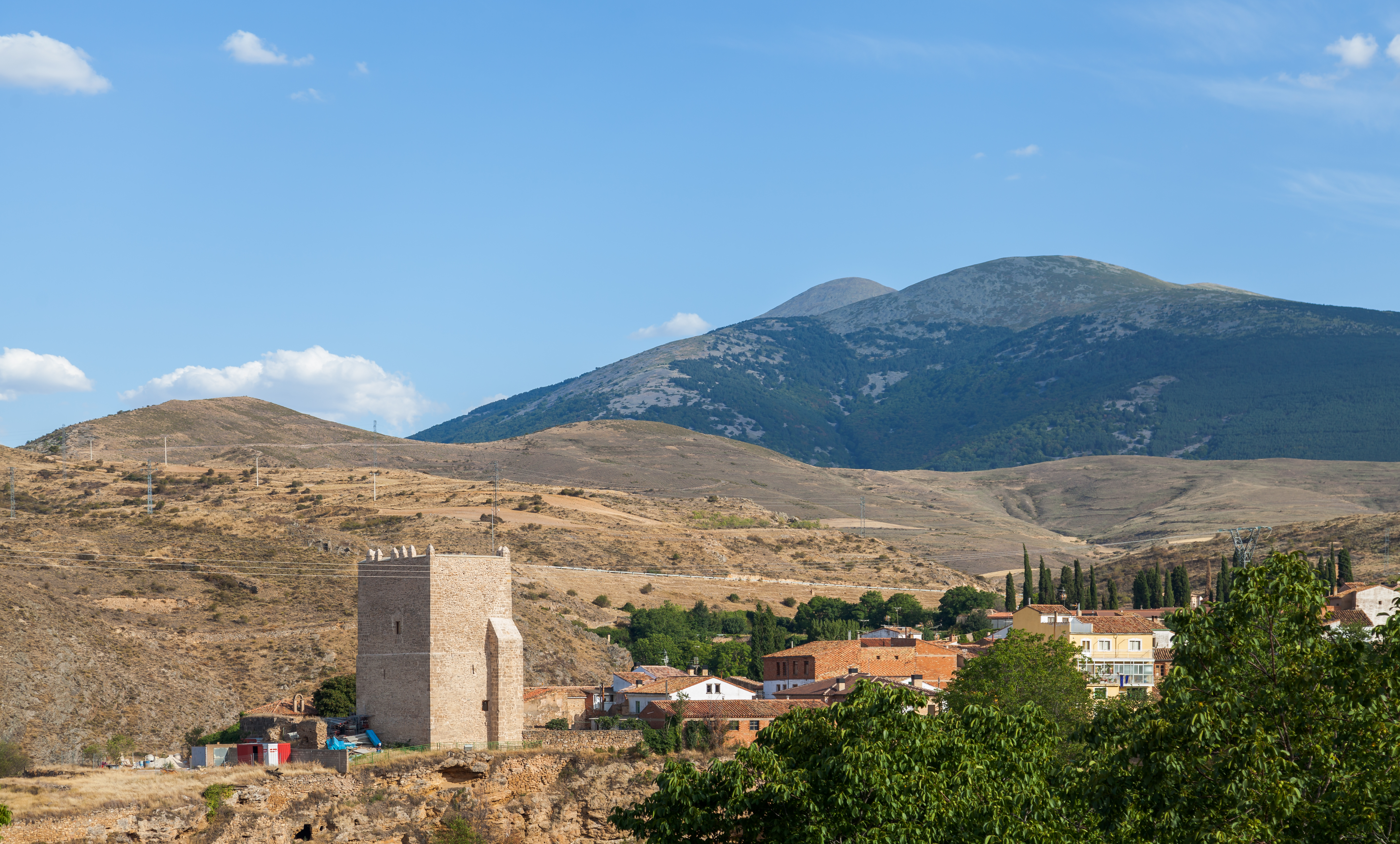
Vista lejana de la torre.

El Torreón de la Muela es un torreón bereber situada en la villa soriana de Ágreda, en la comunidad autónoma de Castilla y León, España.

## Descripción
El torreón formaba parte del castillo de la Muela o castillo de la Mota y fue construido en la primera mitad del siglo IX. A partir del castillo parte la muralla árabe y consta de dos puertas, una de ellas contigua al torreón, la Puerta Árabe del Agua o Puerta de la Muela y otra denominada el Arco Califal o Puerta del Cementerio.
La Muela era el centro de la primera barrera defensiva que se estableció en Ágreda, de época califal o emiral, fue realizada a tizones.

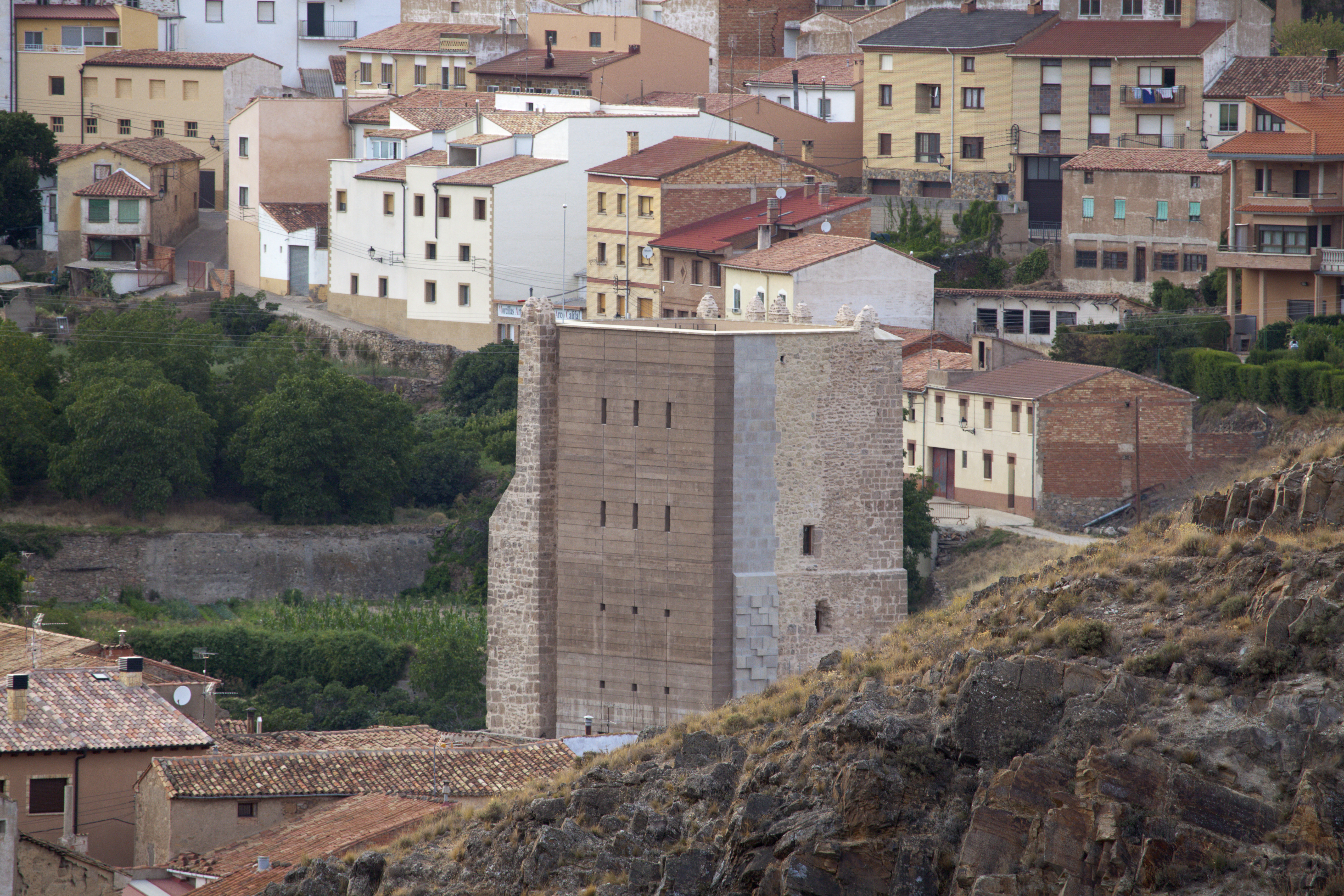
Vista superior.